# Bariopirocloro
Il bariopirocloro è un minerale approvato dall'IMA nel 1977 ma considerato non più valido dal 2010.